# Kharoṣṭhī

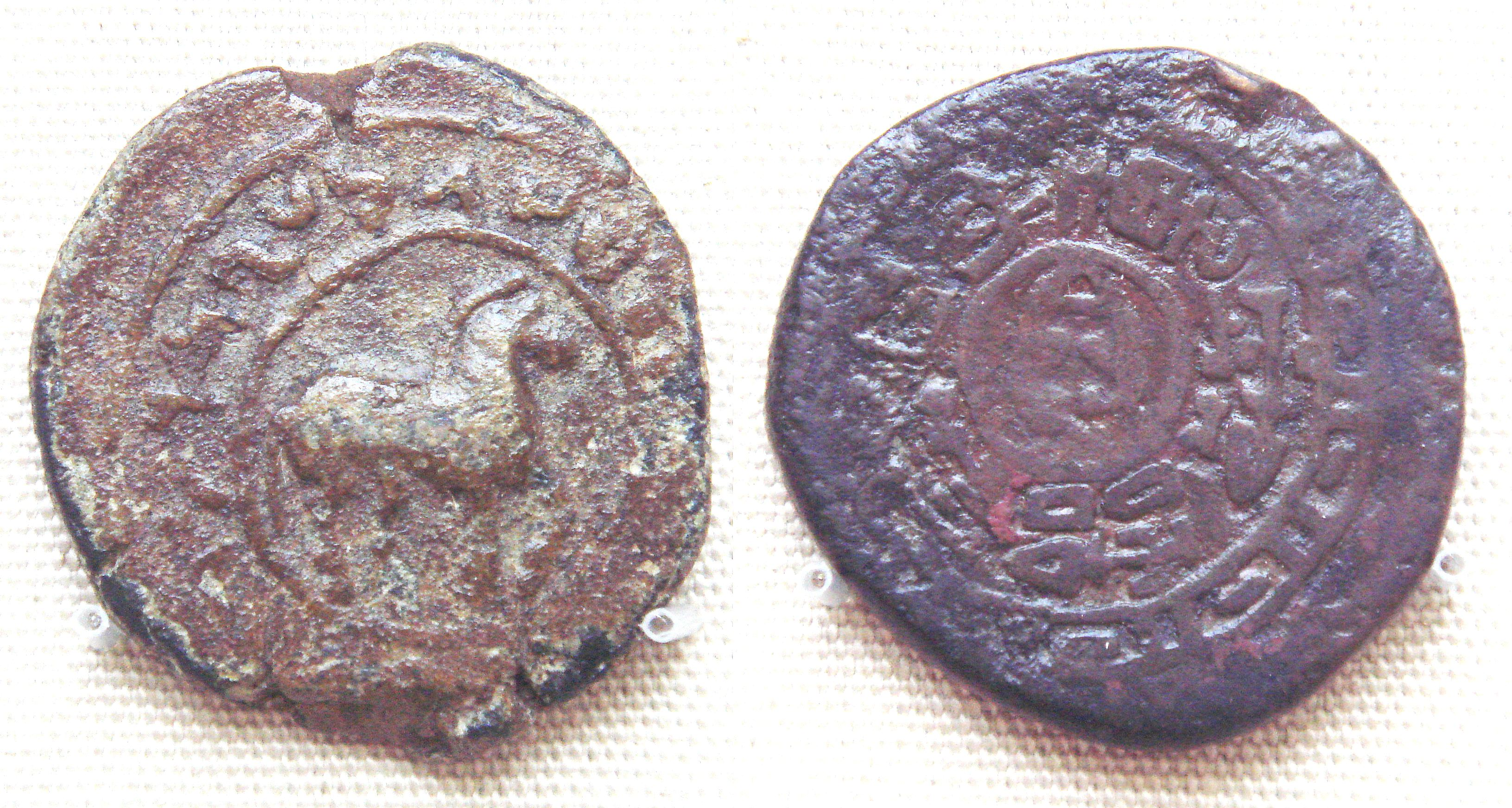
Moneta di Gurgamoya, re di Khotan (I secolo): al dritto la legenda kharoshthi "Del Gran Re dei Re, Re di Khotan, Gurgamoya"; al rovescio la legenda cinese "Moneta di rame da ventiquattro grani"

La kharoṣṭhī (in sanscrito खरोष्ठी, anglizzato in kharoshthi; anche noto come gāndhārī) è un tipo di scrittura utilizzata nel subcontinente indiano. Si tratta di un alfasillabario basato su consonanti con variazioni grafiche per esprimere le vocali cui sono legate, utilizzato nell'ambito della cultura del Gandhāra per la scrittura del sanscrito e del gāndhārī, tra il III secolo a.C. e il III secolo d.C.; venne anche utilizzato nel Kushan, nella Sogdiana e lungo la Via della seta, dove qualche traccia del suo utilizzo fino al VII secolo è rimasta nelle stazioni di Khotan e Niya. La kharoṣṭhī è incluso nell'intervallo Unicode U+10A00—U+10A5F, a partire dalla versione 4.1.0.
La kharoṣṭhī fu decifrato da James Prinsep (1799–1840) per mezzo delle monete con legende bilingui, greco e pali con scrittura kharoṣṭhī, tipiche dei re indo-greci.
Non vi è accordo tra gli studiosi sull'origine della kharoṣṭhī, se sia il frutto di un'evoluzione graduale o se sia stato progettato da un unico inventore. Un'analisi di questa scrittura mostra una chiara dipendenza dall'alfabeto aramaico, ma notevoli modifiche sono state apportate per rappresentare suoni presenti nelle lingue indiche. Un'ipotesi è che la scrittura aramaica sia giunta con la conquista degli Achemenidi nel V secolo a.C. e che si sia evoluta nei successivi due secoli per raggiungere la sua forma definitiva nel III secolo a.C., quando compare sugli Editti di Aśoka nella parte nord-occidentale del subcontinente indiano. Contro tale ipotesi è la mancanza di forme intermedie: iscrizioni sulla roccia e legende delle monete a partire dal III secolo a.C. mostrano una scrittura unificata e standardizzata.
Lo studio della kharoṣṭhī è stato rinvigorito dalla recente scoperta dei Testi buddisti gandhariani, un insieme di manoscritti che utilizzano questa scrittura, scoperti nei pressi della città di Hadda, Afghanistan e donati alla British Library nel 1994: tutti questi manoscritti risalgono al I secolo e sono quindi i più antichi manoscritti buddisti pervenutici.

## Bibliografia

Tetradramma d'argento del re indo-greco Filosseno (100-95 a.C.), con legenda al dritto in lingua greca e a rovescio in kharoṣṭhī